# Narodno gledališče Cláudio Santoro
Narodno gledališče Cláudio Santoro (portugalsko Teatro Nacional Cláudio Santoro) je stavba z več gledališči v Brasílii v Braziliji. Zasnoval ga je Oscar Niemeyer v modernem arhitekturnem slogu. Gradnja se je začela 30. julija 1960, stavba pa je bila dokončana leta 1966. Zgrajena v obliki prisekane piramide je največja stavba v Brasilii, ki jo je Niemeyer zasnoval posebej za umetnost. Stavba je bila leta 1976 zaprta zaradi obnove in ponovno odprta 21. aprila 1981.
Narodno gledališče upravlja sekretar za kulturo zveznega okrožja in je dom treh prizorišč; gledališče Alberto Nepomuceno s 60 sedeži, gledališče Martins Pena s 407 sedeži in gledališče Villa-Lobos s 1407 sedeži. Kompleks vključuje tudi razstavno galerijo, ki je dostopna javnosti.
Gledališče že več kot dve leti obnavljajo in ostaja zaprto za javnost.

## Zgodovina
Gledališče so začeli graditi 30. julija 1960. Stavba je bila konstruktivno dokončana do 30. januarja 1961, vendar je bila gradnja nato prekinjena do začetka leta 1966. Gledališče Martins-Pena je bilo odprto 21. aprila 1966 in je bilo uporabljeno deset leta, dokler ni bilo zaprto 4. septembra 1976 med dokončanjem kompleksa.
Gradnja je bila končana do marca 1979, gledališče Villa-Lobos pa je bilo odprto s koncertom, ki ga je vodil Cláudio Santoro. Gledališče Martins-Pena je bilo ponovno odprto 7. marca, gledališče Alberto Nepomuceno pa 8. marca. 1. decembra 1979 je bil celoten kompleks ponovno zaprt zaradi dokončanja obnove in začela se je gradnja prizidka, ki bi vključeval pisarne, vadbe sobe in galerije.
Kompleks je bil ponovno odprt 21. aprila 1981, prizidek pa je bil odprt 24. junija 1981. 1. septembra 1989 se je gledališče preimenovalo v Narodno gledališče Claudio Santoro v čast brazilskega skladatelja in violinista.

### Prenova, zaprtje za javnost in druge težave
Od januarja 2014 je Narodno gledališče začelo dolg proces prenove, ki še ni bil dokončan zaradi proračunskih omejitev in pomanjkanja vladne prednostne naloge v zvezi s to zadevo.
Tudi zaradi nizkega pretoka ljudi v neposredni bližini gledališča ter odsotnosti varnosti in nadzora je zunanji del stavbe postal točka uživanja drog.
Guilherme Reis, trenutni sekretar za kulturo zveznega okrožja, je v časopisnem članku dejal, da »ni pričakovati, da bi kmalu ponovno odprli območje«.
Leta 2019 je gledališče prejelo sredstva za obnovo in leta 2020 podpisalo sporazum med Državnim sekretariatom za kulturo in kreativno ekonomijo zveznega okrožja in Novacapom, ki je omogočil prilagoditev projekta obnove in začetek oddaje ponudb za ponovno odprtje gledališča Martins Pena.

## Zunanja arhitektura
Oscar Niemeyer je trdil, da mora imeti gledališče trden in težek videz, a, nasprotno, tudi lahkoten. Stavba ima privlačno obliko, saj je piramidalni volumen, vendar brez vrha, ki spominja na arhitekturo predkolumbovskih ljudstev. Visok je približno 46 metrov - 24,5 nad zemljo in 19 pod zemljo - in 136 metrov ob strani. Njegova zahodna in vzhodna fasada sta 45 oziroma 95 metrov.
Stavba zavzema površino približno 43 tisoč kvadratnih metrov, s prizidkom, ki je pol vkopan in dopolnjuje veliko piramido. Burle Marx je oblikoval zunanjo ureditev.
Athos Bulcão je leta 1966 ustvaril ploščo iz betonskih blokov, ki zapolnjuje stranske fasade, z osnovo 125 metrov in višino 27 metrov ter površino 1700 kvadratnih metrov. Bloki imajo pet različnih oblik, ki se ujemajo z nagnjenimi stenami in Niemeyerjevim konceptom teže in lahkotnosti, ki ga tvorita svetloba in senca, ki se spreminjata glede na položaj sonca, zato so ga poimenovali Sonce naredi zabavo. Velja za največje umetniško delo, integrirano v stavbo v Braziliji, Athosovo največje delo in tudi njegovo najljubše delo.
Suh zunanji prostor je v nasprotju z notranjim prostorom, ki ima vrtove, ki jih je prav tako oblikoval Burle Marx.